# Копальня Каролайн
Копальня Каролайн — колишній гірничодобувний майданчик у центральній частині Тихого океану на атолі Каролайн у південній частині архіпелагу Лайн (наразі належить державі Кірибаті).
У другій половині XIX століття на тлі зростаючого попиту на добрива велись пошуки та видобуток гуано на численних островах світового океану. Атолл Каролайн був не вельми привабливим з огляду на свої запаси, проте в 1872-му права на їх розробку отримала австралійська Houlder Brothers Company, що вже вела видобуток добрива на острові Старбак в центральній частині архіпелагу Лайн. Першу партію добрива вивезли з Каролайну в 1874-му.
Можливо відзначити, що станом на початок 1880-х Houlder Brothers закинула розробки на Старбаку та перемістила центр своєї діяльності до розташованого західніше архіпелагу Фенікс (острови Сідней, а потім Бейкер та Гауленд), а в 1890-му покинула і його, перемістившись на розташований поряд з Австралією остров Рейн. Втім, наявні джерела зазначають, що якась діяльність з видобутку гуано могла здійснюватись на Каролайні до 1895 року (щонайменше тут певний час перебували нечисленні осадники, які здійснили невдалу спробу розбити пальмову плантацію).
Всього з атола Каролайн вивезли близько 10 тисяч тонн добрива, що багаторазово менше, аніж з основних центрів видобутку в архіпелагах Лайн та Фенікс.